# 鈴木香苗
鈴木 香苗（すずき　かなえ、1975年6月8日 -）は京都府出身の日本の柔道家。72kg超級及び78kg超級の選手。現役時代は身長168cm。体重110kg。

## 人物
湊川女子高校から湊川女子短大へ進んだ。2年の時に正力杯の78kg超級に出場すると、準決勝で優勝候補である日体大2年の二宮美穂に有効で勝利するも、決勝では拓殖短大2年の妹尾ひでみに送襟絞で敗れて2位だった。体重無差別で争われる全日本学生選手権では決勝で帝京大学1年の外岡裕子と対戦すると、払腰で技ありを先取しながら崩上四方固で逆転負けを喫した。1996年にはミキハウスの所属となった。1997年の実業個人選手権では決勝でコマツの国吉真子に敗れた。全国女子体重別では決勝で筑波大学4年の木屋好絵を払腰で破って全国大会初優勝を飾った。1998年の実業個人選手権では決勝でダイコロの柳花美鈴を破って優勝した。全国女子体重別では決勝で大阪工大付属高校3年の薪谷翠に崩上四方固で敗れて2連覇はならなかった。1999年のアジア選手権では3位だった。

## 主な戦績
- 1995年　- 正力杯　2位
- 1995年　- 全日本学生選手権　2位(無差別)
- 1997年　- 実業個人選手権　2位
- 1997年　- 全国女子体重別　優勝
- 1998年　- 実業個人選手権 優勝
- 1998年　- 全国女子体重別　2位
- 1999年　- アジア選手権　3位

(出典、JudoInside.com)